# Povedilla
Povedilla és un municipi situat al nord de la província d'Albacete, al límit a la de Ciudad Real, on la plana comença a ondar-se i comencen els contraforts de la Serra d'Alcaraz, amb una altitud de 825 metres. El nucli urbà es troba en una falla del terreny que fa que s'alleugin una mica les fredes temperatures hivernals i se suavitzin les altes de l'estiu.

## Economia
L'economia, a més de la confecció, és eminentment agrícola i ramadera, amb un acceptable grau de mecanització. Entre els cultius predominants es troben el cereal, olivera, gira-sol, llegums, etc. En la ramaderia destaca el bestiar lanar. Altre aspecte important de l'economia ho constituïx la caça, ja que tot el terme municipal està repartit en diversos vedats de caça, que reporten importants beneficis.